# ناتالی ابادیا
ناتالی اِبادیا (به ایتالیایی: Natale Abbadia؛ زاده ۱۷۹۲ - درگذشته ۱۸۶۱) رهبر ارکستر، آهنگساز و نوازنده هارپسیکورد اهل ایتالیا در دوره رمانتیک موسیقی بود.

## زندگی‌نامه
او از دوران کودکی علاقه وافری برای یادگیری موسیقی داشت. چهارسال تحت آموزش آموزه‌های استاد پیترو ریموندی قرار گرفت و سپس در همراهی با لوئیجی سررو، هموطن خود، در جنوا مشغول به تحصیل شد. او از سال ۱۸۳۱ تا ۱۸۳۷ تئاتر کارلو فلیس در جنوا که برنامه‌های اپرا، رقص باله و موسیقی‌های ارکسترال را اجرا می‌کرد، اداره کرد و بعد هم رهبر ارکستر میلان شد.

## آثار
از کارهای شاخص ناتالی ابادیا می‌توان به نوشتن اپرای Giannina di Pontiieu, ossia la Villanella d'Onore (1812) و L'imbroglione ed il castigamatti و همچنین آثار متعدد موسیقی مقدس (دو توده، یک تا سه صدا، چهار نفر دیگر، مغرب روحانی و چندین موتیت) اشاره کرد.